# Iso Särkijärvi (sjö i Övertorneå, Lappland, Finland)
Iso Särkijärvi eller Särkijärvi är en sjö i Finland. Den ligger i kommunen Övertorneå i landskapet Lappland, i den norra delen av landet, 700 km norr om huvudstaden Helsingfors. Iso Särkijärvi ligger 91,3 meter över havet. Den är 6,6 meter djup. Arean är 52,3 hektar och strandlinjen är 3,07 kilometer lång. Sjön  ingår i Torne älvs huvudavrinningsområde. 